# Съзависимост
В социологията съзависимостта е теория, която се опитва да обясни небалансираните взаимоотношения, при които един човек позволява на друг да изявят саморазрушително поведение като пристрастяване, лошо психично здраве, незрялост, безотговорност или ниски постижения.
Определенията за съзависимост варират, но обикновено включват висока саможертва, фокусиране върху нуждите на другите, потискане на собствените емоции и опити за контролиране или отстраняване на проблемите на други хора. Хората, които се самоопределят като съзависими, проявяват ниско самочувствие, но не е ясно дали това е причина или следствие от характеристики, свързани със съзависимостта. Съзависимостта не се ограничава до брачни, партньорски или романтични връзки, тъй като колегите, приятелите и членовете на семейството също могат да бъдат съзависими.

## История
Терминът „съзависимост“ най-вероятно се е развил в Минесота в края на 70-те години от „съалкохолик“, когато алкохолизмът и други зависимости от наркотици са групирани заедно като „химическа зависимост“. Терминът най-често се отъждествява с Анонимни алкохолици и със осъзнаването, че алкохолизмът не се отнася само за зависимия, но и за семейството и приятелите, които съставляват обществена мрежа за алкохолика.
Терминът „съзависим“ е използван за първи път, за да опише как членовете на семейството и приятелите могат да се намесят във възстановяването на човек, засегнат от емоционално разстройство, свързано с употребата на субстанции, чрез „прекалена помощ“. Концепцията беше лансирана от общността за самопомощ.
През 1986 г. психиатърът Тимен Чермак написа Диагностициране и лечение на съзависимост: Ръководство за професионалисти . В тази книга и статия, публикувана в Journal of Psychoactive Drugs, Чермак неуспешно изпрати апел за включването на съзависимостта като отделно разстройство на личността в Диагностичния и статистически наръчник за психични разстройства, DSM-III-R. Той установи, че състоянието може да засегне дори близки на хора с каквото и да е психично разстройство, не само пристрастяване.
Мелъди Бийти популяризира концепцията за съзависимостта през 1986 г. с книгата Codependent No More, която продаде осем милиона копия, с актуализирани издания, издадени през 1992 г. и 2022 г. Въз основа на личния си опит със злоупотребата с наркотици и грижата за някой с такава, тя интервюира и хора, подпомогнати от Ал-Анон. Работата на Биити формира основата на организация от дванадесет стъпки, наречена Co-Dependents Anonymous, основана през 1986 г. въпреки че групата не одобрява никакво определение или диагностични критерии за съзависимост.

## Определение
Съзависимостта няма установена дефиниция или диагностични критерии в общността на психичното здраве. Не е включено като заболяване в нито едно издание на DSM или ICD.
Съзависимостта има три потенциални нива на значение. Първо, тя може да опише дидактически способ, който, след като бъде обяснен на семействата, им помага да нормализират чувствата, които изпитват, и им позволява да изместят фокуса си от зависимия човек към собствените си дисфункционални модели на поведение. Второ, може да опише психологическа концепция, бързо средство за описване и обяснение на човешкото поведение. Трето, може да опише психологическо разстройство, което означава, че има последователен модел на черти или поведение на личностите, които могат да създадат значителна дисфункция.
Обсъждането на термина за съзависимост обикновено се фокусира върху модела на болестта, въпреки че няма съгласие, че съзависимостта изобщо е разстройство или как такова заболяване може да бъде дефинирано или диагностицирано.:с. 723В ранен опит да се дефинира съзависимостта като диагностицирано разстройство Тимен Чермак пише: „Съзависимостта е познат модел на личностни черти, предвидимо налични в повечето членове на семейства страдащи от химическа зависимост, които са в състояние да създадат достатъчна дисфункция, за да оправдаят диагнозата смесено разстройство на личността, както е описано в DSM III." Тимън продължи да изброява чертите, които идентифицира в себепотискащи подкрепящи партньори на хора с химическа зависимост или разстроени личности, и да предостави набор от диагностични критерии в стил DSM.
В своята книга за самопомощ Мелъди Бийти предлага, че „Очевидната дефиниция [на съзависимост] би била: да си партньор в зависимост. Това определение е близко до истината, но все още неясно." Бийти уточнява: „Съзависимият човек е този, който е позволил поведението на друг човек да му повлияе и който е обсебен от това да контролира поведението му.“ Друг автор на книги за самопомощ, Дарлийн Лансър, твърди, че „Съзависимият е човек, който не може да функционира от своето вътрешно Аз и вместо това организира мисленето и поведението си около субстанция, процес или друго лице(а).“ Лансър включва всички наркомани в своята дефиниция. Тя вярва, че „изгубеното аз“ е сърцевината на съзависимостта.
Co-Dependents Anonymous, организация за самопомощ за хора, които се стремят да развият здрави и функционални взаимоотношения, „не предлага дефиниция или диагностични критерии за съзависимост“, но предоставя списък с „модели и характеристики на съзависимостта“ които могат да се използват от неспециалисти за самооценка. Организацията идентифицира модели, които могат да възникнат при съзависимост.
Медицински предметни рубрики, използвани от Националната медицинска библиотека на Съединените щати, описва съзависимостта като „модел на взаимоотношения, при който човек се опитва да извлече чувство за цел чрез взаимоотношения с другите“.

## Теории
Съгласно теориите за съзависимостта като психологическо разстройство, съзависимият партньор в една връзка често се описва като проявяващ себевъзприятие, нагласи и поведение, които служат за увеличаване на проблемите във връзката, вместо да ги намаляват. Често се предполага, че хората, които са съзависими, са били отгледани в дисфункционални семейства или с ранно проявяване на поведение на пристрастяване, което води до допускане на подобни модели на поведение от техния партньор.
Съзависимите взаимоотношения често се описват като белязани от проблеми с интимността, зависимост, контрол (включително грижа), отричане, дисфункционална комуникация и граници и висока реактивност. Може да има дисбаланс във връзката, в която един човек злоупотребява, контролира, подкрепя или позволява пристрастяването на друго лице, лошото му психично здраве, незрялостта, безотговорността или недостатъчните постижения.
Съгласно тази концепция за съзависимост чувството за цел на съзависимия човек в рамките на една връзка се основава на правенето на изключителни жертви, за да задоволят нуждите на своя партньор. Съзависимите взаимоотношения показват известна степен на нездравословна „привързаност“ и нуждаещо се поведение, при което един човек няма самодостатъчност или автономия. Едната или и двете страни зависят от техния любим човек за удовлетворение.

### Разстройства на личността
Съзависимостта може да възникне в контекста на взаимоотношенията с хора с диагностицируеми разстройства на личността.
- Гранично разстройство на личността – има тенденция близките на хората с гранично разстройство на личността (BPD) да се подхлъзнат в ролите на „обгрижващ“, като дават приоритет и фокус върху проблемите в живота на лицето с BPD, а не върху проблемите в собствения си живот. Съзависимият партньор може би придобива чувство за стойност, като бъде възприеман като „разумния“ или „отговорния“.[32]
- Нарцистично разстройство на личността – Нарцисистите, със способността си да накарат другите да „приемат тяхната визия“ и да им помогнат да я превърнат в реалност, търсят и привличат партньори, които ще поставят нуждите на другите пред техните собствени.[33] Съзависимият човек може да осигури на нарцисиста послушна и внимателна публика.[34] Сред реципрочно взаимосвързаните взаимодействия на двойката са непреодолимата нужда на нарцисиста да се чувства важен и специален и силната нужда на съзависимия човек да помага на другите да се чувстват по този начин.

### Семейна динамика
В нефункциониращото семейство детето се научава да се приспособява към нуждите и чувствата на родителя, вместо обратното. Родителството е роля, която изисква известна доза саможертва и даване на висок приоритет на нуждите на детето. Един родител може да бъде съзависим от собственото си дете. Като цяло, родител, който се грижи за собствените си нужди (емоционални и физически) по здравословен начин, ще бъде по-полезен и грижовен, докато съзависимият родител може да бъде по-малко ефективен или дори може да навреди на детето. Съзависимите отношения често се проявяват чрез поведение на нездравословна подкрепа, особено между родители и техните деца. Друг начин да го погледнем е, че нуждите на едно бебе са необходими, но временни, докато нуждите на съзависимите са постоянни. Деца на зависими родители, които игнорират или отричат собствените си чувства, могат да станат зависими.

## Възстановяване и прогноза
Без консенсус за това как трябва да се дефинира съзависимостта и без признати диагностични критерии, професионалистите в областта на психичното здраве имат различни мнения относно диагностиката и лечението на съзависимостта. Грижата за индивид с физическа зависимост не означава непременно лечение на патология. Грижещият се може да има нужда само от умения за увереност и способност да прехвърли отговорността за пристрастяването върху другия. Има различни пътища за възстановяване за хора, които се борят със съзависимостта. Например, някои могат да изберат когнитивно-поведенческа психотерапия, понякога придружена от медикаментозна терапия за придружаваща депресия. Съществуват и групи за подкрепа за съзависимост, като Анонимни съзависими (CoDA), Al-Anon/Alateen, Nar-Anon и Възрастни деца на алкохолици (ACoA), които се основават на програмния модел от дванадесет стъпки на Анонимните Алкохолици, Празнувайте възстановяването и възстановяването на живота християнска група от 12 стъпки, базирана на Библията. Много ръководства за самопомощ са написани по темата за съзависимостта.
Предполага се, че в опитите си да се възстановят от съзависимостта, хората могат да преминат от прекалено пасивни или прекалено раздаващи се към прекалено агресивни или прекомерни егоистични. Терапевтите могат да се стремят да помогнат на клиента да развие баланс чрез здравословна асертивност, което позволява клиентът да остане грижовен човек и да се съсредоточи върху здравословно грижовно поведение, същевременно минимизирайки егоизма, тормоза или поведението, което може да отразява пристрастяване към конфликт. Развиването на постоянна позиция на жертва (манталитет на жертва) не представлява възстановяване от съзависимостта. Манталитетът на жертва може също да се разглежда като част от първоначалното състояние на съзависимост (липса на овластяване, което кара човек да се чувства като „субект“ на събитията, а не като овластен деятел). Някой, който наистина се е възстановил от съзависимостта, би се чувствал овластен и като градител на живота и действията си, вместо да бъде оставен на милостта на външни сили. Манталитетът на жертва може да възникне и в комбинация с проблеми с пасивно-агресивния контрол. От гледна точка на преминаване отвъд състоянието на жертва, способността да си прости и да се отпусне (с изключение на случаите на много тежко насилие) също може да бъде признак на истинско възстановяване от съзависимостта, но готовност да търпи по-нататъшно насилие не би могло да бъде истинско възстановяване.
Теоретизира се, че неразрешените модели на съзависимост могат да доведат до по-сериозни проблеми като алкохолизъм, наркомания, хранителни разстройства, сексуална зависимост, психосоматични заболявания и други саморазрушителни или самопоразителни поведения. Хората със съзависимост може да са по-склонни да привлекат допълнително насилие от страна на агресивни индивиди (като тези с BPD или NPD), по-вероятно е да останат на стресиращи работни места или връзки, по-малко вероятно е да потърсят медицинска помощ, когато е необходимо, и също така е по-малко вероятно да получат повишения и са склонни да печелят по-малко пари от тези без модели на съзависимост. За някои хора социалната несигурност, причинена от съзависимостта, може да прогресира до пълни социални тревожни разстройства като социална фобия, отбягващо разстройство на личността или болезнена срамежливост. Други разстройства, свързани със стреса, като паническо разстройство, депресия или посттравматично стресово разстройство също могат да присъстват.

## Спорове
Съзависимостта не е диагностицирано състояние на психичното здраве, няма медицински консенсус относно нейното определение и няма доказателства, че съзависимостта е причинена от болестен процес. Без клинична дефиниция, терминът е лесно приложим към много поведения и се използва прекалено много от някои автори за самопомощ и общности за подкрепа. В статия в Psychology Today клиницистът Кристи Пикиевич предполага, че терминът съзависимост е бил преупотребяван до степен да се превърне в клише и етикетирането на пациент като съзависим може да измести фокуса върху това как всъщност техните травми са оформили настоящите им взаимоотношения.
Някои учени и клиницисти твърдят, че съзависимостта трябва да се разбира като положителен импулс, който се е объркал, и оспорват идеята, че междуличностното поведение трябва да се концептуализира като зависимост или болест, както и патологизирането на личностните характеристики, свързани с жените. Проучване на характеристиките, свързани със съзависимостта, установи, че липсата на съзависимост е свързана с черти на мъжкия характер, докато съзависимостта е свързана с отрицателни женски черти, като себеотрицание, саможертва или показване на ниско самочувствие.